# Proceratophrys rotundipalpebra
Proceratophrys rotundipalpebra é uma espécie de anfíbio da família Odontophrynidae. Endêmica do Brasil, pode ser encontrada na Chapada dos Veadeiros nos municípios de Teresina de Goiás e Alto Paraíso de Goiás, no estado de Goiás.